# نيكولاس فيسك
نيكولاس فيسك (بالإنجليزية: Nicholas M Fisk)‏ هو طبيب توليد ‏ وباحث أسترالي، ولد في 12 سبتمبر 1956.